# سراشیا

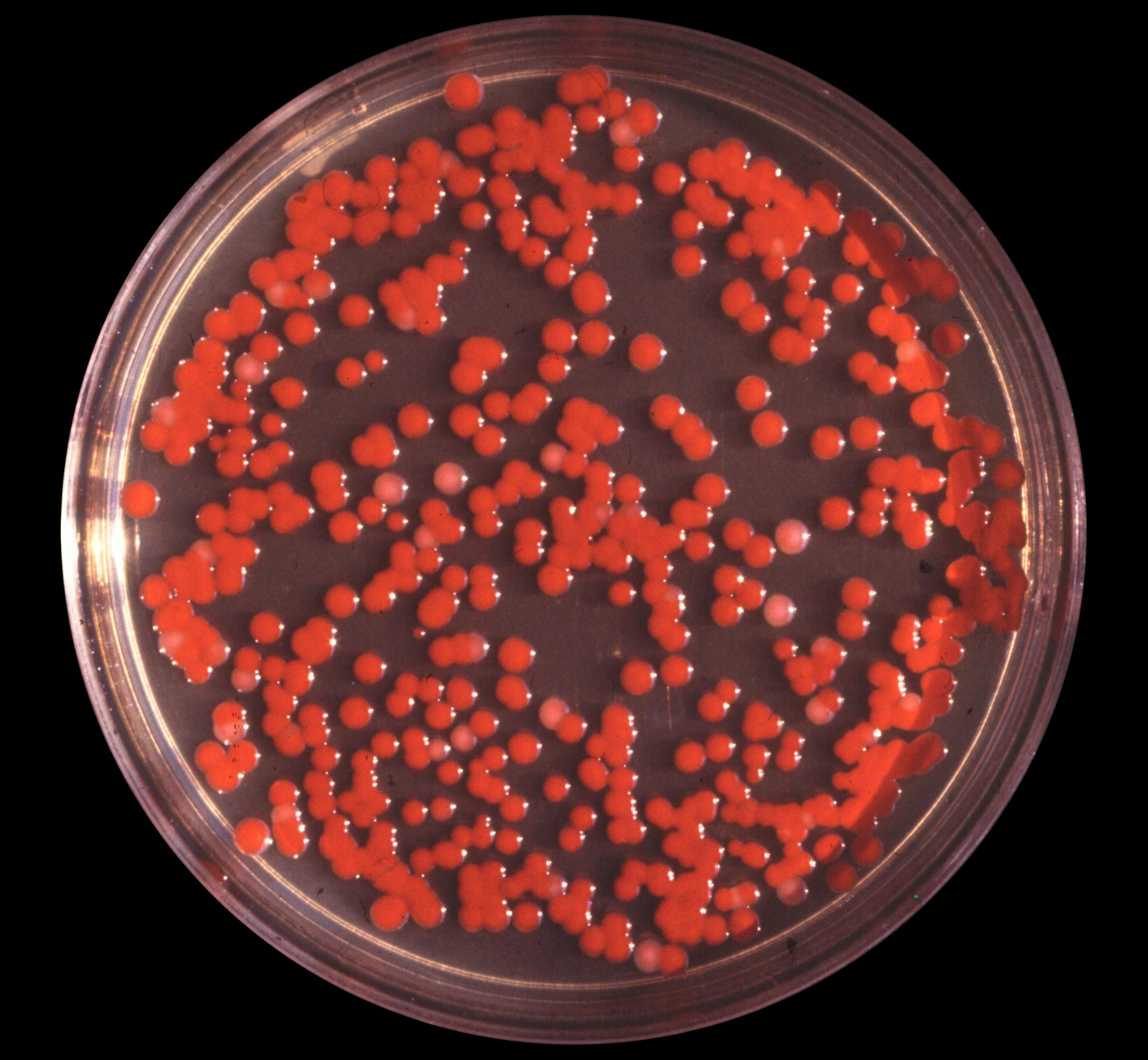
کلونی‌های قرمز رنگ سراشیا مارسسنس بر روی پلیت محیط کشت

سراشیا (Serratia) باکتری گرم منفی و متحرکی هست که به خوبی در محیطهای آزمایشگاهی پرورش می‌یابد. سراشیاها دارای کپسول کوچکی می‌باشند و کلونی‌های آن دارای رنگیزه سفید - صورتی یا قرمز می‌باشند معمولاً در شرایط اتاق قادر به تولید رنگیزه ( رنگیزه) می‌باشند. رنگیزه قرمز در سطح محیط مولر هینتون بهتر مشاهده می‌شود. ماده رنگی آن به نام پرودیزوزن یاپیریمین نامیده می‌شود.

ماده رنگی پرودیزوزن که در کلونی‌های سراشیا مارسسنس دیده می‌شود

این باکتری را می‌توان از عفونت‌های ریوی-ادراری و خون جدا کرد. کشت آن‌ها بوی ماهی یا ادرار می‌دهد.
سراشیا مارسسنس (Serratia marcescens) از گونه‌های معروف آن است و از اهمیت بالایی برخوردار است. این باکتری قادر به تخمیر مالتوز - مانیتول و سوکروز می‌باشد. سیترات مثبت و اندول - اوره آز - متیل رد و SH۲ منفی است.
از خصوصیت پیگمانزایی سراشیا مارسنس به عنوان مارکر ذرات غبار در محیط و در بیمارستان استفاده می‌شود و تولید پیگمان به‌وسیله گرماگذاری در دمای اتاق تشدید می‌شود.